# Regional service board
Een regional service board (RSB) is een regionaal samenwerkingsverband in de Canadese provincie Newfoundland en Labrador. Een RSB is geen algemeen bestuurlijk niveau maar een sterk op een intercommunale gelijkende publieke juridische entiteit. Behalve gemeenten (towns), local service districts en indianenreservaten kunnen ook gemeentevrije plaatsen zonder lokaal bestuur er deel van uitmaken.

## Geschiedenis
Newfoundland en Labrador heeft als enige provincie in Canada geen regionaal bestuursniveau dat zich tussen het provinciebestuur en het (eventuele) lokale niveau situeert. Om deze lacune gedeeltelijk in te vullen werd het concept van een regional service board ontwikkeld. De juridische basis voor de regional service boards werd gelegd door de "Regional Service Board Act" die door de provincie Newfoundland uitgevaardigd werd in 1990. Het gedeelte van die wettekst dat de effectieve creatie van RSB's mogelijk maakte trad echter pas in voege op 27 februari 2004.
De in 2005 opgerichte Northern Peninsula Region was het eerste gebied met een regional service board van de provincie. In 2008 werden er twee bijkomende regio's gecreëerd. 
In 2012 werd de voornoemde "Regional Service Board Act" vervangen door een vernieuwde versie genaamd "Regional Service Boards Act, 2012". Daarop werden er in 2013 drie bijkomende RSB's in het leven geroepen om tot een totaal van zes te komen. Sinds 2018 telt Newfoundland en Labrador acht regional service boards, die tezamen alle nederzettingen van Newfoundland en omliggende eilanden overspannen. De regio Labrador telt daarentegen geen enkel RSB.

## Bevoegdheden
De bevoegdheden die een RSB wettelijk gezien kan uitoefenen omvatten onder andere het op regionale schaal voorzien van riolering, drinkwater, afvalverwerking, politie, brandweer, ambulancediensten, openbaar vervoer en recreatiefaciliteiten. Deze bevoegdheden worden niet automatisch aan elk RSB toegekend; het is de bevoegde provinciale minister die via verordening bepaalt welke bevoegdheden ieder specifiek RSB toebedeeld krijgt. In realiteit hebben de regional service boards afvalbeheer als kerntaak, vaak in combinatie met afvalwater- en drinkwaterbeheer.

## Bestuur
De voorzitter van een regional service board wordt aangeduid door de bevoegde minister, de andere bestuursleden worden aangeduid door de lokale overheden die onder het RSB vallen (met name towns, local service districts en indianenreservaten).
De desbetreffende regio kan onderverdeeld zijn in wards. Indien het aantal toegestane bestuursleden per ward overeenkomt met het aantal lokale overheden in die ward, kan iedere lokale overheid een (van die lokale overheid deel uitmakende) persoon als bestuurslid aanduiden. Indien er echter minder zitjes zijn dan het aantal lokale overheden in een ward moet er een verkiezing gehouden worden. Hetzelfde principe geldt globaal genomen voor een RSB zonder wards (waarbij de hele regio als een enkele ward beschouwd wordt).
Gemeentevrije plaatsen zonder bestuur kunnen deel uitmaken van een RSB maar hebben er geen bestuursleden in. Hierdoor is het een vorm van intergemeentelijke samenwerking waar niet-gemeentelijke gebieden (zonder inspraak) in meegenomen worden.

## Overzicht
De tabel hieronder bevat een overzicht van de acht RSB's in de provincie Newfoundland en Labrador. Anno 2019 waren drie van de meest recent opgerichte RSB's echter niet actief.
| Naam regio                                              | Bevoegdheden                                       | Opgericht | Opmerking |
| ------------------------------------------------------- | -------------------------------------------------- | --------- | --------- |
| Baie Verte Peninsula - Green Bay Regional Service Board | Afvalbeheer                                        | 2018      | Inactief  |
| Burin Peninsula Regional Service Board                  | Afvalbeheer                                        | 2013      |           |
| Central Regional Service Board                          | Afval-, afvalwater- en drinkwaterbeheer            | 2008      |           |
| Coast of Bays Regional Service Board                    | Afvalbeheer                                        | 2015      | Inactief  |
| Discovery Regional Service Board                        | Afvalbeheer                                        | 2013      | Inactief  |
| Eastern Regional Service Board                          | Afval-, afvalwater- en drinkwaterbeheer, brandweer | 2008      |           |
| Northern Peninsula Regional Service Board               | Afvalbeheer, brandweer                             | 2005      |           |
| Western Regional Service Board                          | Afval-, afvalwater- en drinkwaterbeheer            | 2013      |           |